# Ragnar Hvidsten
Ragnar Hvidsten (ur. 3 grudnia 1926 w Sandar, zm. 21 września 2016 w Sandefjord) – norweski piłkarz występujący na pozycji napastnika.

## Kariera klubowa
Hvidsten karierę rozpoczynał w zespole IL Runar. W 1949 roku został graczem pierwszoligowego Sandefjord BK. W 1952 roku odszedł do innego pierwszoligowca, Skeid. W sezonie 1952/1953 wywalczył z nim wicemistrzostwo Norwegii. W 1953 roku wrócił do Sandefjordu, z którym dwukrotnie dotarł do finału Pucharu Norwegii (1957, 1959). W 1955 roku grał w amatorskim angielskim zespole Hendon i wystąpił z nim w finale Pucharu Anglii Amatorów. Potem wrócił do Sandefjordu, a w 1959 roku zakończył karierę.

## Kariera reprezentacyjna
W reprezentacji Norwegii Hvidsten zadebiutował 5 listopada 1950 w przegranym 0:4 towarzyskim meczu z Jugosławią. 30 maja 1951 w przegranym 2:3 towarzyskim pojedynku z Irlandią strzelił swojego pierwszego gola w kadrze. W 1952 roku znalazł się w zespole na Letnie Igrzyska Olimpijskie, zakończone przez Norwegię na pierwszej rundzie. W latach 1950–1955 w drużynie narodowej rozegrał 20 spotkań i zdobył 2 bramki.